# Porocyphus coccodes
Porocyphus coccodes är en lavart som först beskrevs av Flot., och fick sitt nu gällande namn av Körb. Porocyphus coccodes ingår i släktet Porocyphus och familjen Lichinaceae.  Arten är reproducerande i Sverige. Inga underarter finns listade i Catalogue of Life.